# 東岱野駅
東岱野駅（ひがしたいのえき）は、かつて秋田県大館市大茂内字中瘤木台にあった小坂製錬小坂線（小坂鉄道）の駅（廃駅）である。
駅は大館製作所の裏手に存在していたが、現在はホームなどが撤去されており、痕跡を見付けることはできない。

## 歴史
- 1970年（昭和45年）11月1日：開業。
- 1994年（平成6年）10月1日：小坂鉄道の旅客営業廃止に伴い廃駅。

## 駅構造
簡易的な単式ホーム1面1線のみの地上駅で無人駅であった。

## 駅周辺
- 秋田県道2号大館十和田湖線（樹海ライン）
- 大館製作所
- 長木川

## 隣の駅
小坂製錬
小坂線
岱野駅 - 東岱野駅 - （小雪沢駅） - 雪沢温泉駅